# Adalberto Jardim

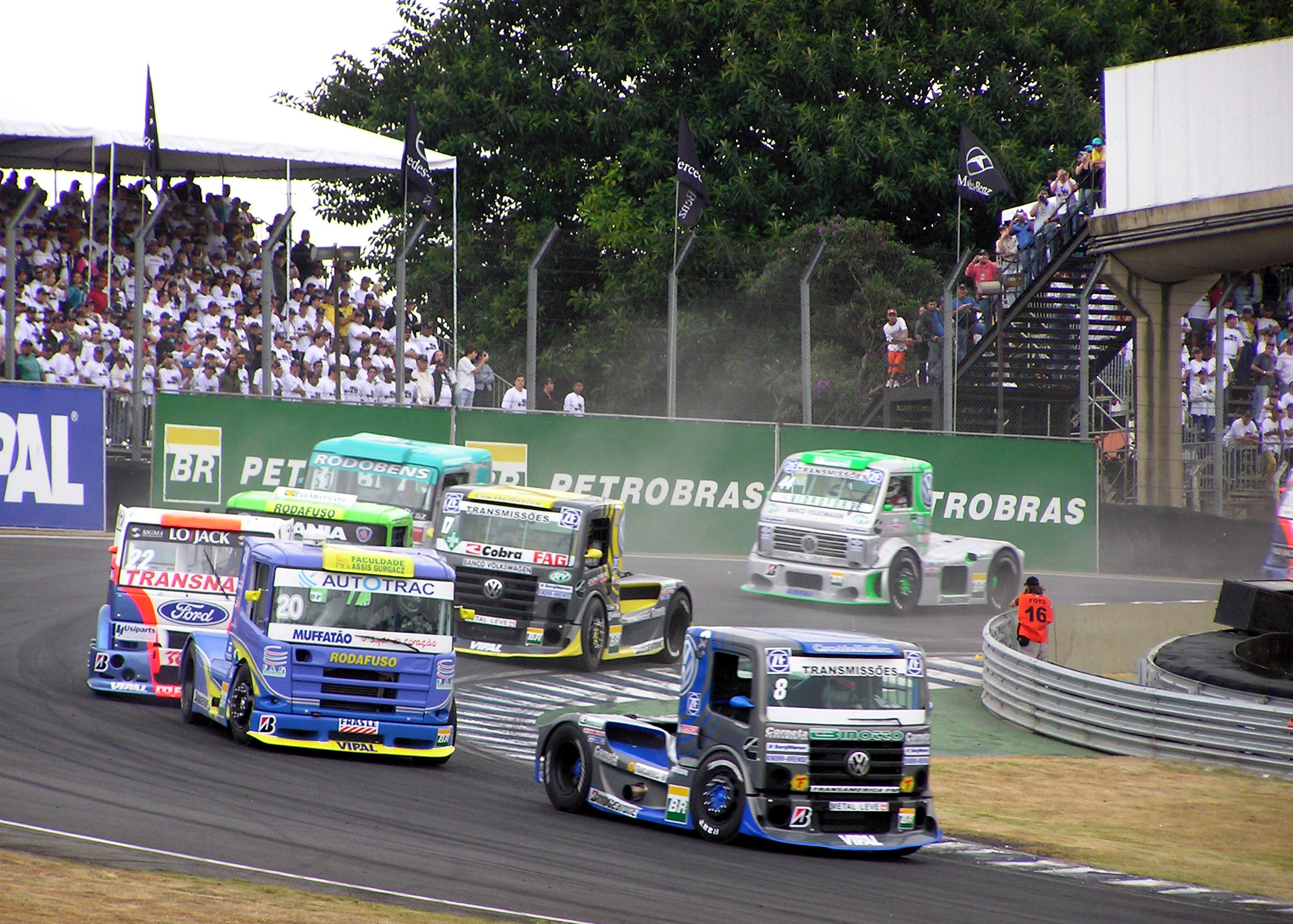
Jardim número 8, liderando o grid em 2006 em Interlagos

Adalberto Jardim (São Paulo, 21 de julho de 1964) é um piloto brasileiro de automobilismo, conhecido pelos anos de competição na Stock Car Brasil e atualmente na Fórmula Truck.

## Carreira

### Fórmula Truck
Adalberto Jardim é um dos pioneiros da categoria. Ingressando em 1997, conquistou uma pole position na categoria.